# Музикаутор
МУЗИКАУТОР e българска организация за колективно управление на авторски права в музиката. Учредена е на 11 юни 1992 г. от 103 български автори и композитори. Към 2025 г. МУЗИКАУТОР представлява над 3 700 български автори и чрез партньорства с над 100 сродни дружества – още 2.5 милиона чуждестранни творци, обхващащи 95 % от световния музикален репертоар в България. Каталогът включва произведения от утвърдени и млади автори, като организацията развива постоянна кампания за информираност, привличане и подкрепа на нови членове. 
Основната дейност на организацията е да лицензира ползвателите на музикални произведения в България, да събира авторските възнаграждения и да ги разпределя към правоносителите в страната и по света. Работата ѝ е регламентирана от Закона за авторското право и сродните му права (ЗАПСП) и Закона за юридическите лица с нестопанска цел (ЗЮЛНЦ). МУЗИКАУТОР подлежи на контрол от страна на Министерството на културата, което определя и одобрява лицензните тарифи на сдружението. МУЗИКАУТОР е валидирана от Международната конфедерация на дружествата на композитори и автори (CISAC) и Международното бюро на авторските дружества, управляващи правата за механичен запис и възпроизвеждане (BIEM) за осъществяване на дейност по колективно управление на авторски права в музиката за територията на България и работи съгласно утвърдените стандарти и професионалните правила на CISAC. От 2018 година организацията е член и на Европейската група на дружествата на авторите и композиторите (GESAC).
Мисия и принципи
МУЗИКАУТОР работи с ясната визия, че творчеството е труд и трябва да бъде справедливо заплатено, спрямо установената законова рамка. За да улесни легитимното използване на произведения, организацията прилага прозрачни лицензионни системи, внедрява модерни технологични решения и участва активно в обществено-законодателни инициативи, свързани с авторското право и дигиталната трансформация. Сдружението работи активно и за подобряване на действащата нормативна уредба, за да може националното законодателство да се синхронизира с най-високите европейски и международни стандарти за защита на авторския труд.
Международен участие и развитие
С решение от 1993 г., МУЗИКАУТОР става пълноправен член на Международната конфедерация на авторите и композиторите (CISAC), а по-късно се присъединява към Международното бюро на авторските дружества, управляващи правата за механичен запис и възпроизвеждане - BIEM (1996) и Европейската група на дружествата на авторите и композиторите - GESAC (2018). Именно тези международни структури откриват пътя на организацията към световната сцена.
През 2016 г. София е домакин на заседание на Европейския комитет на CISAC – първият такъв форум, проведен в България, който утвърждава ролята на МУЗИКАУТОР като ключов европейски партньор.
През май 2025 г. МУЗИКАУТОР постига нов исторически връх – става първата българска организация, домакин на Годишното общо събрание на CISAC, което се провежда между 26–30 май 2025 г. в София. По думите на генералния директор на CISAC Гади Орон, „София влезе в световния културен дневен ред“, а сдружението утвърждава потенциала на малките пазари.
Кръгла маса за частното копиране
На 13 май 2025 г., по време на CISAC GA Sofia, МУЗИКАУТОР организира специална дискусия под името „33 години по-късно – големият разговор за частното копиране“. Представя се проучване на агенция „Алфа Рисърч“, финансирано от CISAC, според което над 51 % от българите копират защитено съдържание за лично ползване, без да се заплаща дължимо възнаграждение на авторите. Събитието стартира важен законодателен дебат за въвеждане на компенсационни механизми, аналогични на тези в повечето страни от ЕС.
Инициативи с културен принос
МУЗИКАУТОР е не просто администратор на права, а активна общност от творци и защитници на културната идентичност. В условията на глобална дигитализация, изкуствен интелект и бързо променящи се пазари, сдружението играе централна роля в защитата на човешкия творчески труд.
Организацията продължава да участва в законодателни инициативи, образователни кампании и международни събития, като поставя авторите в центъра на цифровото бъдеще.
МУЗИКАУТОР е инициатор и двигател на редица културни програми със социално-отговорност към творческата общност:
Културен фонд на МУЗИКАУТОР – чрез отворени сесии ежегодно се финансират авторски проекти и създаване на нови произведения;
Светилник – национална инициатива за създаване на училищни химни, която насърчава принадлежността към общността, чрез музика и обединение на изграждащи ценности и идеали;
Младежки конкурс за нова песен – подкрепя млади творци до 30-годишна възраст, които създават нова авторска музика.
Финансов растеж и разпределение на приходите
Между  приходите, които МУЗИКАУТОР разпределя към авторите, бележат устойчив ръст. Благодарение на въвеждане на нови ефективни механизми за лицензиране и разширяване на партньорската мрежа, организацията успява да увеличи възнагражденията за творците, подпомагайки развитието на българската музикална индустрия.
През 2024 г. МУЗИКАУТОР отбелязва исторически ръст на приходите, като надхвърля 17 милиона лева – с 11 % повече спрямо предходната година. Това става възможно благодарение на последователна политика за лицензиране в сектори като: концерти, туристически обекти и търговски обекти (публично изпълнение), радио, театри и дигитални платформи.
Сдружението развива високотехнологични инструменти и прилага автоматизирани процеси при обработка на данни и разпределяне на възнагражденията – без да генерира печалба. Приходите се разпределят в полза на правоносителите според установените в закона правила.
Заключение
МУЗИКАУТОР играе ключова роля в защитата на правата на българските музикални творци и в развитието на културния сектор. Чрез своята дейност, международни партньорства и подкрепа за поколения музиканти, организацията продължава да защитава правата на авторите в България, чрез постоянно подобрение на методите на лицензиране, разпределение и законово застъпничество, като прилага най-високи международни стандарти и практики, свързани с осигуряването на справедливо възнаграждение на творческите професии.